# Alexander Alexandrowitsch Anufrijew
Alexander Alexandrowitsch Anufrijew (russisch Александр Александрович Ануфриев; * 1. Juni 1926 in Dijur, ASSR der Komi; † 26. September 1966 in Narjan-Mar, Autonomer Kreis der Nenzen) war ein für die Sowjetunion startender Leichtathlet, der in den frühen 1950er Jahren als Langstreckenläufer erfolgreich war. Er gewann eine olympische Bronzemedaille.
Anufrijew lebte von 1936 an in Narjan-Mar und startete für die DSG Trud sowie für Torpedo Gorki. Er wurde 1948 Meister der Russischen SSR. Er nahm an den Olympischen Spielen 1952 in Helsinki teil, wo er über beide Langstrecken an den Start ging. Über 5000 m gewann er seinen Vorlauf (14:23,6 Min.) und ließ dabei so namhafte Läufer wie Emil Zátopek und Chris Chataway hinter sich. Im Finale beim Sieg von Emil Zátopek dagegen war er in 14:31,4 Minuten chancenlos und belegte Platz zehn. Für die Bronzemedaille, die an den Deutschen Herbert Schade ging, hätte er 23 Sekunden schneller laufen müssen. Beim 10.000-Meter-Lauf wurde das 33 Athleten starke Feld ohne Qualifikationsläufe geschlossen ins Finale geschickt. Wie bereits über 5000 m setzte sich auch hier in 29:17,0 Minuten souverän der Tscheche Emil Zátopek durch. In 29:32,8 Minuten folgte der Franzose Alain Mimoun auf Platz zwei. Ähnlich groß war der Abstand zu Alexander Anufrijew, der in 29:48,2 Minuten mit drei Sekunden Vorsprung vor dem Viertplatzierten Bronze gewann. Mit Platz acht in 30:19,4 Minuten bei den Europameisterschaften 1954 über die 10.000 m gelang ihm eine weitere nennenswerte Platzierung.
Zu Wettkampfzeiten war Anufrijew 1,67 m groß und 63 kg schwer. Er wurde als Verdienter Meister des Sports ausgezeichnet.
Anufrijew kam bei einem Verkehrsunfall am Fluss Petschora ums Leben. Ihm zu Ehren gibt es eine Stiftung und ein Museum im Distrikt der Nenzen.